# 埤仔腳公廨

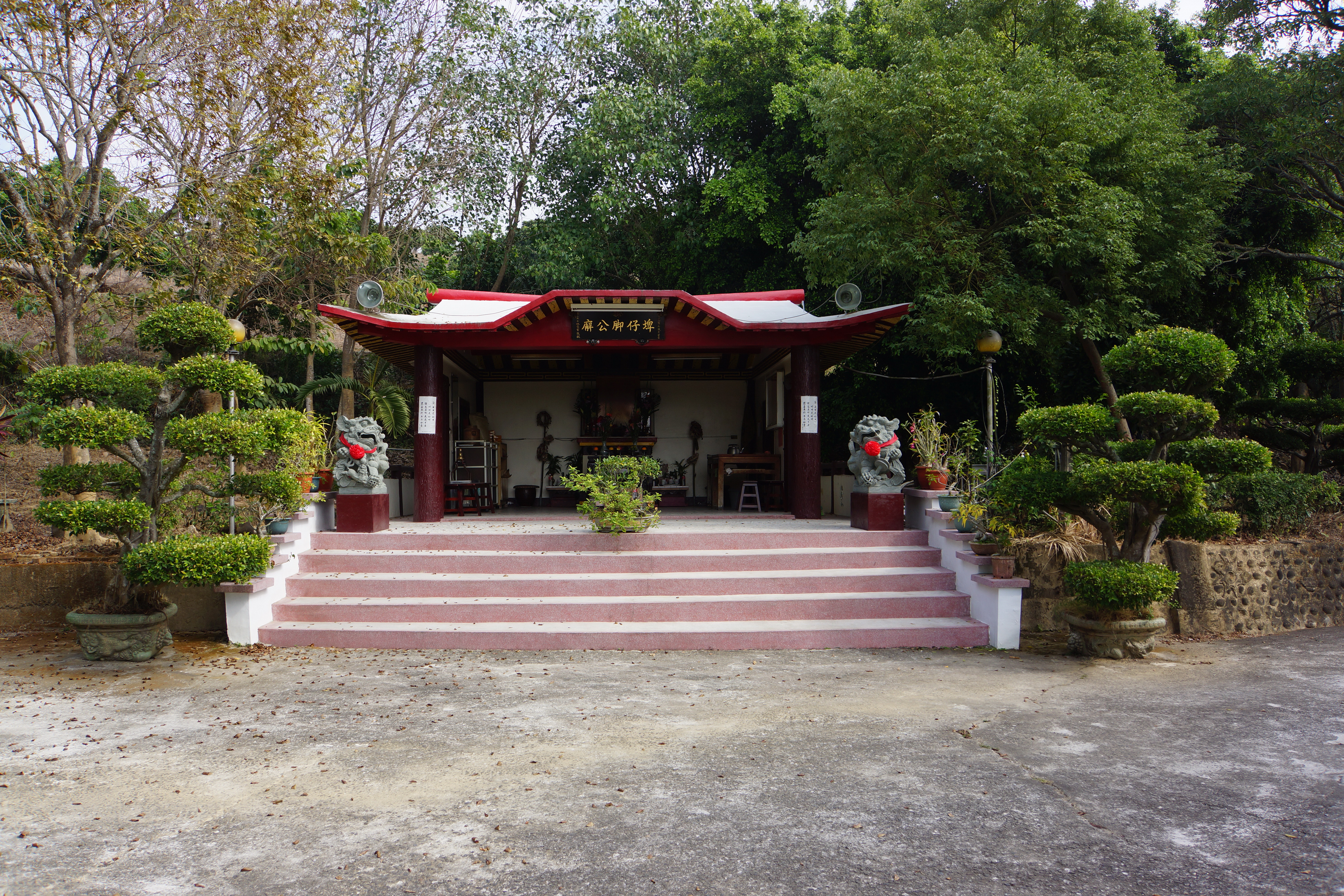
埤仔腳公廨

埤仔腳公廨，舊稱篤加龍和廟。位於臺南市大內區頭社里，為臺灣原住民平埔族西拉雅族的公廨，奉祀阿立祖。現在廟的主體為1987年時興建。
埤仔腳公廨每年祭日與頭社公廨同為農曆十月十五日，在《南瀛公廨誌》中歸入目加溜灣社。:188

## 歷史
日治初期，頭社各角頭頭社、交力林、竹湖及埤仔腳各有公廨祭拜太祖。二戰後，頭社各聚落開會討論，決定將四處公廨太祖集中在各聚落的中心點頭社重建新公廨，並把這四處公廨太祖迎至頭社本部落公廨祭拜，此時交力林公廨因尪姨嫁入埤仔腳而荒廢，原兩尊祀壺也隨尪姨進入埤仔腳公廨。據潘英海調查，埤仔腳部落因與其他部落在新建公廨的分攤經費上有摩擦誤解，所以沒加入。然根據段洪坤訪問埤仔腳尪姨羅李劉的孫子羅朝陽，表示係戰後暫住在頭社國小的國軍軍隊中有一位外省籍士兵自殺，軍方將其大體暫時移到新建公廨土地上停放。待該事結束後，埤仔腳尪姨羅李劉起乩傳達太祖指示，必須將停放士兵大體而沾鮮血的土地刨除三尺並填新土三尺，還要將公廨建築抬高。但頭社本部落的人不聽從，意見不合下大家不歡而散，導致埤仔腳部落人將原來已進入頭社公廨兩年的太祖迎回埤仔腳，從此在埤仔腳自建公廨。:47-48
埤仔腳公廨原為竹子茅草興建的草寮，後來廟地賣給一位麻豆民眾吳深漢。吳深漢為保有當地阿立祖信仰，遂在埤仔腳部落村民的配合下，將原磚瓦建築仿造頭社公廨方式，改建為水泥建築。:113於民國七十六年（1987年）興建。:193

## 建築
埤仔腳公廨內與頭社公廨相同，有豬頭殼、檳榔、將軍柱等信仰物的擺設。:113信徒以埤仔腳、籠子內、狗屎崛、部分交力林村民及來自麻豆的信徒，比起交力林、竹湖、大山腳和頭社四個部落合力興建的頭社公廨略為遜色，也較不引起社會大眾參觀。:113
埤仔腳公廨主體寬約五公尺，正門前有水泥牆，高39公分。水泥牆前面為兵士座，前有一拜墊。主祭壇為大理石桌面，水泥建物，前有一供桌。祭壇上有一高約12公分的白色瓷瓶及一對插著萬年青的銅器花瓶，祭壇左右各有一白鐵盤，放置供品檳榔。據2002年出版的《南瀛公廨誌》，主祭壇後有太祖令旗，上寫「雷令篤加阿立母、社仔社太上老君列位正神令旗」，另有兩支祀壺。:188-189左前方有一黏磁磚的金爐。:1882020年時則是書寫「鎮宅篤加阿立祖、社仔社太上老君祖」。

## 宗教活動
埤仔腳公廨的祭日為農曆十月十五日，由庄民自發性舉辦夜祭活動。因沒乩童負責「點豬」，獲阿立祖同意後以「麵豬」取代。:194-195
隨著頭社公廨觀光客增多，出現部分人士轉至附近的埤仔腳公廨參觀祭典的現象。:63